# ㄱ
ㄱ es un jamo del sistema de escritura coreano.

## Descripción
Al inicio de la sílaba suena "g" y al final suena "k". Su nombre en coreano es giyeok (기역).

## Escritura

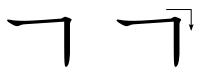
ㄱ (giyeok) orden de los trazos

Es un ideograma representativo de la vista lateral de la lengua al articular [k], en su estadio final, cumbre o puro, no en el proceso desde la última articulación de la lengua hasta la posición final, un foco de convergencia. El postdorso lingual está en contacto con el velo palatal, en el instante inmediatamente anterior a la realización de la plosión, creando una tensión.
El dorso queda horizontal en relación con el paladar (duro) o llega a contactar en su superficie; el ápice, sin embargo, se sitúa tras los dientes incisivos inferiores, en la posición basal correspondiente a [k] y sus fonemas análogos, sonoros y velares. A excepción de la localización apical y coronal, la disposición general concuerda con la propioceptiva registrada por los lingüistas coreanos en el momento de la creación de ㄱ.
Fonológicamente, ㄱ supone el segundo nivel (el puesto intermedio) en la escala o gradiente de aspiración, regido por el porcentaje relativo de sonoridad y aspiración (sordez) , quedando esta conformación, en orden creciente de aspiración:
ㄲ < ㄱ < ㅋ
Saliéndose de este esquema, ㄱ se puede asimilar a los otros dos fonemas del gradiente, dependiendo de la fonética del discurso suprasegmental:
어떻게 (=¿cómo?) => [어떠케] o [어떸에], aunque en el segundo caso, si desaparece, hecho gramática y léxicamente improbable,"에", se transmutará "떸" a una calidad de coda, enmudeciéndose "ㅋ" y/o transformándose en una [t] palatal y enfática (por máxima sonoridad y tensión alta), pero sin plosionar (en todo caso, al reposar la lengua en su postura basal, se generará una microplosión inyectiva, un click, como al despegar una ventosa, inevitablemente ruidosa independientemente de la velocidad o delicadeza invertida, hay un mínimo, un umbral sonoro que solo puede aumentar).
Algo análogo y similar ocurre con ㄷ, que enfatiza al estar duplicado, pero en posición códica también, pudiéndose representar así: [얻 ø엏게], o bien con una parada glotal, o un punto silábico (un hiato). La más adecuada de las formas para expresarlo lingüísticamente es [얻덯게], ya que no es engorroso al no contener el vacío o inhibidor fónico y fonológico, y se asemeja a la geminación, pues cualquier otra consonante no afectaría al ataque ㄷ, y esta migraría de coda a ataque; se puede denotar con una comparación, la de los diamantes como únicas sustancias capaces de destruirse a las de su familia en propiedades, es decir, a las más duras; solo un diamante, al ser la sustancia química más dura, solo puede ser rayada por otra igual de dura, o sí misma, no por otra más dura, que se aplica a rayarse a sí misma, cumpliendo las premisas. Sin entrar en paradojas semánticas, esto nos exigua de aquellas, por no haber puesto por ejemplo a deidades o entes totipotentes, indestructibles o todorrompibles. ㄷ es el mejor ejemplo para ilustrar un vacío, pues tendrá el mismo efecto que coda y ataque vocálico, y que coda vocálica y ataque.
Del mismo modo, una coda enfática puede tener el efecto enfatizador de ㄷ sobre ataque ㄷ, [엇더] o más aún, [었더], consonante enfática en alófono por locus enfático, pero el clímax del énfasis se da en [었떠], doble énfasis bastante notorio a oídos de nativos coreanos. 
Como se mencionó anteriormente, ㄱ puede sufrir las asimilaciones pertinentes para ser ㄲ, que resultaría de procesos no ignotos, puesto que son los dados en el caso del énfasis para ㄷ->ㄸ. 
Representó los segmentos potenciales o los plenos discursos entre corchetes, al no suponer ejemplos reales ni funcionar como pares mínimos semánticos.
[떶게]. Cabe mencionar que el énfasis ㄸ no interviene en el proceso. 윾읐읒읏읓읔읕읃 y los grupos consonánticos códicos (la última consonante es la que se pierde y funde en el ataque siguiente inmediato y ya enfático; la penúltima, a su izquierda de 읅, ㄹ, se enfatiza heredando la propiedad natural de una coda plosiva, de ㄱ en este caso, pero nunca podrá servir como tal, enfatizador.  읅다-> (을다 -> 을ø다)-> 을따. 읅 (aislada, raíz) =/을/ (al ser dos fonemas, una vocal y una consonante 으 y 르 = "ㅡ" y "ㄹ", se representan entre barras y por ser la pronunciación común, básica y la matriz para sus alófonos, como el enfático de arriba). En otros ejemplos, es la última consonante códica la pronunciada, y enmudecida la anterior, de forma complementaria a este ejemplo. 삶, vida, es pronunciado /삼/, y no posee características enfáticas, al ser una excepción; tan solo gemina, obviamente si le sigue un ataque de igual valor fonémico. Ciertamente, para agilizar la pronunciación, en el habla coloquial se suprime si es seguida por una consonante geminada, en solo este caso, sinónimo de enfatizada o énfasis per se. No obstante, es regla inviolable que las codas no enfatizadoras, o sea, puras, seas precedidas por consonantes, si se da el caso, enmudecidas por el efecto de la consonante pura.
Como última ampliación, la explicación de asimilación por énfasis es la aparición de una tensión virtual, tanto física como propioceptiva. Es una tensión provocada por un cierre de la glotis a causa de la tensión primera en la lengua, por lo que el siguiente fonema a pronunciar llevará consigo en arrastre esa suma tensional, articular por parte de la lengua bajo impulso, situada por asimilación propioceptiva en la zona articulatoria del siguiente fonema, ya leído o sabido a ser pronunciado, y no en el proceso de direccionado, perdiendo el control del foco e incluso causando daños al deslizarse la lengua o encaminarse hacia otra dirección no usada para la pronunciación del fonema siguiente o de ninguno, como puede ser la punta de un diente o desencadenar un vector de fuerza dirigido retroflexivamente, provocando calambres por opresión de los numerosos racimos nerviosos o por desgarre del frenillo o por mordeduras; la tensión de la glotis que seguía emitiendo el sonido al hacer vibrar la cuerdas vocales, deja de reverberar y fricar en la epiglotis y sigue su continuidad en el flujo que se verá naturalmente interrumpido por los articuladores bucales. El caso de asimilación por aspiración, ㅋ, se da en circunstancias o coyunturas suprasegmentales de aspiración genuina, ㅎ [h] (AFI) que asimilará toda plosiva: Según la propiedad distributiva de la suma y los sumatorios: (읗, 읂, 읋) + (가, 바, 자, 다)= (카, 파, 차, 타). Obviando el primer factor en tríada, solo el resultado se expone. Obsérvese el diacrítico ya pictográfico, con valor distintivo y propio en cada fonema, solo análogo una vez puesto en comparación ( es un caso de sinonimia pictográfica); es una raya que simboliza la aspiración por propiocepción, o bien como flujo de aire extra o por palatalización, pues este fenómeno surge genuinamente en plosivas con vocal cerrada, creando flujos de convección, de rebote, reverberación, dada la proximidad de la lengua al paladar duro. En el caso de ㅍ la raya inicial baja a la base y se extiende fuera de un cuadrado imaginario, imitando la el segmento superior, surgida su modificación probablemente en la versión reciente cursiva, mientras que la original tiene un arraigo que impide cursivar, como ocurre con ciertas letras aisladas o pertenecientes a determinadas palabras, muy usadas o, al contrario, tabú. El escribir dos rayas igualmente salientes y extremas (bases) agiliza la relación en el área de la Broca con el cerebelo, al asociarse en un mismp movimiento que economiza y pone en riesgo el uso posterior de ㅂ aspirado con una raya interior y la superior saliente, como se observa en generaciones actuales; no sucede en ㅂ sin aspirar, se almacena en jerarquías diferentes en el córtex cerebral. La palatalización se desvanece propioceptivamente al ocurrir nasalización, pues ㄷ y ㄴ comparten articulación pero no clase de insuflado, pues en el primer caso es vía oral, y nasal en el segundo, reservando la doble raya para ㅌ, la aspiración, en caso de existir antes en el plan lingüístico de renovación hangeul, llevado a cabo en años, o de no ser así, más probablemente, por no incluir la sensación nasal en la pronunciación a pesar de notar ese aire saliente por las fosas nasales.
Las geminaciones (dobles plosivas) y las ya aspiradas tienen el mismo resultado, pero por vías diferentes, es decir, ocurre un mecanismo de analogía, un proceso de estas características: las geminaciones del mismo modo (aunque más intensamente y se perdió, por neutralización de la propiedad ya mentada, el mayor porcentaje de sonoridad que de aspiración) y las aspiradas no pueden aspirarse más, no entrarían en el dominio del gradiente; como mucho de generaría una corriente paralela de geminación de [h], una continuidad que no escala, no suma, es como pretender obtener exponenciales con solamente sumas, es más lento; se puede ver también como una seudocorriente de aire, contrapuesta a la corriente sonora, no vibran las cuerdas vocales pero tampoco es el flujo tal y como sale de los pulmones y glotis, rígida esta vez, no es prístina, pues el postdorso actúa fricando al acercarse al articulador antagonista, el velo, produciendo la [h], (o el archifonema [H], que engloba todo tipo de aspiración).
Supongamos necesario el uso de la estructura arquetípica CN (consonante y vocal), pero sin valor fonético el de la vocal, muda, 으 o "ㅡ": ...흐흐흐흐흐크(흐흐흐흐)... ㅋ entrecorta el flujo propuesto.